# Lomtjärnen (Tärna socken, Lappland, 728872-147354)
Lomtjärnen är en sjö i Storumans kommun i Lappland och ingår i Umeälvens huvudavrinningsområde.